# Vicky Bullett
Victoria Andrea „Vicky” Bullett (ur. 13 czerwca 1967 w Martinsburgu) – amerykańska koszykarka występująca na pozycjach silnej skrzydłowej lub środkowej, mistrzyni świata oraz olimpijska, członkini Żeńskiej Galerii Sław Koszykówki. Po zakończeniu kariery sportowej – trenerka koszykarska, obecnie trenerka drużyny akademickiej West Virginia Wesleyan Bobcats.
Po zdobyciu mistrzostwa olimpijskiego w 1988 władze jej rodzimego Martinsburgu zmieniły nazwę ulicy na której się wychowywała, na Vicky Bullett Street.

## Osiągnięcia
Na podstawie, o ile nie zaznaczono inaczej.

### NCAA
- Uczestniczka rozgrywek:
  - NCAA Final Four (1989)
  - Elite 8 turnieju NCAA (1988, 1989)
  - II rundy turnieju NCAA (1986, 1988, 1989)
- Mistrzyni:
  - turnieju konferencji Atlantic Coast (ACC – 1986, 1988, 1989)
  - sezonu regularnego ACC (1988, 1989)
- Zawodniczka Roku ACC (1989)
- MVP turnieju konferencji ACC (1989)
- Laureatka nagrody – ACC Women’s Basketball Legend (2007)
- Zaliczona do:
  - I składu:
    - Kodak All-American (1989)
    - ACC (1987–1989)

  - składu najlepszych koszykarek w historii konferencji ACC – ACC Women's Basketball 50th Anniversary Team (2003)

### WNBA
- Uczestniczka meczu gwiazd WNBA (1999)

### Inne
Drużynowe
- Mistrzyni:
  - EuroCup (2005)
  - Włoch (2003)
- Wicemistrzyni Włoch (1994, 1996)
- Zdobywczyni:
  - pucharu Włoch (2003)
  - superpucharu Włoch (2003)

Indywidualne
- Zaliczona do:
  - Żeńskiej Galerii Sław Koszykówki (2011)
  - galerii sław sportu:
    - Martinsburg High School Hall of Fame
    - West Virginia All Black Schools Sports and Academic Hall of Fame
    - University of Maryland Hall of Fame
    - West Virginia Sports Writer Hall of Fame

### Reprezentacja
- Mistrzyni:
  - świata (1990)[5]
  - igrzysk:
    - olimpijskich (1988)
    - dobrej woli (1990)
- Brązowa medalistka olimpijska (1992)
- Uczestniczka mistrzostw Ameryki (1989 – 4. miejsce)